# Khafung
Khafung ist ein Ort und ein Community Council im Distrikt Berea im Königreich Lesotho. Im Jahre 2006 hatte der Bezirk eine Bevölkerung von 25.660 Personen.

## Geographie
Das Community Council erstreckt sich über ein Gebiet im Norden des Distrikts Berea an der B 24. Der geographische Mittelpunkt bei der Khafung Mission (Takampulu) liegt auf einer Höhe von ca. 1639 m.
Zum Council gehören die Orte:
| - Ha Tšekelo - Ha Motsoaole - Ha Mosethe - Ha Mosoeunyane - Ha Mokhehle - Ha Monnanyane - Ha Rapopo - Ha Libenyane - Ha Ramachine - Ha Chaba | - Ha Tšoeunyane - Ha Phiri - Ha Lebina - Ha Phoofolo - Ha Mokhethi - Ha Mosobela - Ha Ramotete - Lipatolong - Sebala-Bala - Ha Morolong | - Ha Ntebele - Kolone - Mamathe - Cana - Paballong - Ha Mamathe - Ha Lenea - Ha Seoka - Ha Lenea (Ha Mamathe) - Ha Malesela | - Tilimaneng - Khalahali - Ha Mphetlane - Thota-Peli - Ha Jane - Ha Matseleli - Ha Phalatsane - Ha Rantung - Ha Kholopane - Ha Hlaonyane |